# Abel (raper)
Abel, również Ferdynand Smagellan, właśc. Wiktor Zapała (ur. 1983) – polski raper. Członek zespołu Smagalaz oraz kolektywu NWJ, wraz z raperem Tede współtworzy duet Yolo Boiz. Muzyk prowadzi także solową działalność artystyczną.
30 stycznia 2014 roku nakładem wytwórni muzycznej PLNY Maderfakin Rekords, ukazał się debiutancki album solowy rapera, zatytułowany Ostatni sarmata. W otwierającym wydawnictwo utworze pt. „Intro” wystąpił gościnnie aktor i wokalista Arkadiusz Jakubik, znany z występów w zespole Dr Misio. Ponadto wśród gości na płycie znaleźli się Tede oraz Gonix. Debiut solowy rapera pomimo komercyjnego niepowodzenia spotkał się z pozytywnym odbiorem wśród recenzentów. Produkcja znalazła się także w licznych podsumowaniach dla najlepszych płyt hip-hopowych wydanych w 2014 roku. 18 marca 2016 roku nakładem wytwórni muzycznej Wielkie Joł ukazał się drugi album solowy rapera, zatytułowany Hannibal. Wśród gości na albumie znaleźli się m.in. Diox oraz, ponownie Tede. Płyta promowana teledyskami do utworów „Agresja” i „Kasa” zadebiutowała na 7. miejscu polskiej listy sprzedaży – OLiS.

## Wybrana dyskografia
Albumy
| Rok                                                     | Dane dot. albumu                                                                               | Pozycja na liście | Sprzedaż      |
| Rok                                                     | Dane dot. albumu                                                                               | POL               | Sprzedaż      |
| ------------------------------------------------------- | ---------------------------------------------------------------------------------------------- | ----------------- | ------------- |
| 2014                                                    | Ostatni sarmata - Data: 30 stycznia 2014 - Wydawca: Wielkie Joł - Format: CD, digital download | —                 | - POL: 3,000+ |
| 2016                                                    | Hannibal - Data: 18 marca 2016 - Wydawca: Wielkie Joł, My Music - Format: CD, digital download | 7                 | - POL: 5,000+ |
| 2023                                                    | Abracham - Data: 30 czerwca 2023 - Wydawca: Wielkie Joł - Format: CD, digital download         | 54                |               |
| „—” oznacza, że album nie był notowany na danej liście. |                                                                                                |                   |               |

Mixtape’y
| Rok  | Dane dot. albumu                                                                                             |
| ---- | --- |
| 2007 | Eintopf Mixtape (oraz DJ Pete) - Data: 2 sierpnia 2007 - Wydawca: Wielkie Joł - Format: CD, digital download |
| 2018 | Salvator Mixtape - Data: 8 maja 2018 - Wydawca: nielegal - Format: CD                                        |

Single
| Rok                                                     | Tytuł                                           | Pozycja na liście | Album    |
| Rok                                                     | Tytuł                                           | HIP-HOP           | Album    |
| ------------------------------------------------------- | ----------------------------------------------- | ----------------- | -------- |
| 2015                                                    | „Agresja”                                       | 16                | Hannibal |
| 2016                                                    | „Kasa” (gościnnie: Tede)                        | —                 | Hannibal |
| 2016                                                    | „Hannibal Ante Portas” (gościnnie: Brat Jordah) | —                 | Hannibal |
| „—” oznacza, że album nie był notowany na danej liście. |                                                 |                   |          |

Inne utwory
| Tytuł                               | Rok  | Źródło |
| ----------------------------------- | ---- | ------ |
| „Nie Banglasz” (Remix)              | 2013 | [ 20 ] |
| „#Hot16Challenge”                   | 2014 | [ 21 ] |
| „Marzycel (Restrict Flavour Remix)” | 2015 | [ 22 ] |

Występy gościnne i kompilacje
| Album                                       | Rok  | Uwagi                                                                           | Źródło |
| ------------------------------------------- | ---- | ------------------------------------------------------------------------------- | ------ |
| Smarki Smark – Moda na epkę (Najebawszy EP) | 2005 | gościnnie rap w utworze „Kawałek o niczym konkretnym (Dźwięki Stereo)”          |        |
| Tede – Ścieżka dźwiękowa                    | 2008 | gościnnie rap w utworach „Posłuchaj, to tutaj” i „Dryń, dryń, dryń”             | [ 23 ] |
| DJ Buhh – Volumin IV: Pierdole Was          | 2008 | gościnnie rap w utworach „Nic się nie stało”, „CBABWSI” i „Jak w stajni”        | [ 24 ] |
| Miuosh – Pogrzeb                            | 2009 | gościnnie rap w utworze „Szczekaj”                                              | [ 25 ] |
| Grube jointy 2: karani za nic (kompilacja)  | 2011 | rap w utworze „Susz roślinny koloru zielonego”                                  | [ 26 ] |
| Tede, Sir Michu – Elliminati                | 2013 | gościnnie rap w utworze „Metanol”                                               | [ 27 ] |
| Tede, Sir Michu – Kurt Rolson               | 2014 | gościnnie rap w utworze „Tłek”                                                  | [ 28 ] |
| Małe Miasta – MM                            | 2014 | gościnnie rap w utworze „Nienawidzę nieżalu”                                    | [ 29 ] |
| Tede, Sir Michu – Vanillahajs               | 2015 | gościnnie rap w utworze „Michael Kors”                                          | [ 30 ] |
| Małe Miasta – Koń                           | 2015 | gościnnie rap w utworze „Koń”                                                   | [ 31 ] |
| Tede & Sir Mich – Keptn'                    | 2016 | gościnnie rap w utworze „69 ziomeczków”                                         | [ 32 ] |
| Tede & Sir Mich – Keptn'                    | 2016 | gościnnie rap w utworze „P.N.K.Ś.K.J.Z.I.N.Y.Z.S.S.B.C.N.T.Z.I.J.M.Z.T.P.B.S.C” | [ 32 ] |
| P.A.F.F. – Fala                             | 2017 | gościnnie rap w utworze „Fala, part II”                                         | [ 33 ] |
| Mops – Alfabet Mopsa                        | 2017 | gościnnie rap w utworze „Turbomorda (Polish Chopper)”                           | [ 34 ] |
| Tede & Sir Mich – Stadium X Lecia           | 2019 | gościnnie rap w utworze „Bydło z pola”                                          | [ 35 ] |
| Tede & Sir Mich – Stadium X Lecia           | 2019 | gościnnie rap w utworze „Grrr Grrr”                                             | [ 35 ] |
| Tede & Sir Mich – Stadium X Lecia           | 2019 | gościnnie rap w utworze „Ali-N”                                                 | [ 35 ] |

## Teledyski
| Tytuł                                                  | Rok  | Reżyseria                                         | Album           | Źródło |
| ------------------------------------------------------ | ---- | ------------------------------------------------- | --------------- | ------ |
| „Nie Banglasz” (Remix)                                 | 2013 | —                                                 | —               | [ 20 ] |
| „#Hot16Challenge”                                      | 2014 | —                                                 | —               | [ 21 ] |
| „Leonard Zelig XXXI”                                   | 2014 | —                                                 | Ostatni sarmata | [ 36 ] |
| „Marzycel”                                             | 2014 | —                                                 | Ostatni sarmata | [ 37 ] |
| „Noc i dzień”                                          | 2014 | Michał Jagiełło                                   | Ostatni sarmata | [ 38 ] |
| „Bractwo Orhickie” (gościnnie: Tede)                   | 2014 | Bartosz „Zgrywus” Deja                            | Ostatni sarmata | [ 39 ] |
| „Atlantyda”                                            | 2015 | Bartosz „Zgrywus” Deja                            | Ostatni sarmata | [ 40 ] |
| „Fit” (gościnnie: Małe Miasta)                         | 2015 | Małgorzata Charzewska, Mateusz Strojak Strojewski | Ostatni sarmata | [ 41 ] |
| „Agresja”                                              | 2015 | Mateusz Gudel                                     | Hannibal        | [ 42 ] |
| „Kasa” (gościnnie: Tede)                               | 2016 | Michał Jagiełło                                   | Hannibal        | [ 43 ] |
| „Hey”                                                  | 2016 | Mateusz Gudel                                     | Hannibal        | [ 44 ] |
| Gościnnie                                              |      |                                                   |                 |        |
| Tony Jazzu – „Skacz” (gościnnie: Abel, WuTeHa, Zaafir) | 2014 | Michał Jagiełło                                   | W cenie sztuki  | [ 45 ] |
| Tede – „Tłek” (gościnnie: Abel)                        | 2014 | Bartosz „Zgrywus” Deja                            | Kurt Rolson     | [ 28 ] |